# 弗里蒙特與埃爾克霍恩谷鐵路
弗里蒙特與埃爾克霍恩谷鐵路（代號FEVR、EVRC）是總部位於内布拉斯加州道奇县，長17英里（27公里）的遗产铁路。其设备现归内布拉斯加州铁路博物馆所有。
本路路線位於弗里蒙特至附近的胡珀，最初建于 1869 年，是（Fremont, Elkhorn and Missouri Valley Railroad，FE&MV）的一部分，昵称为“牛仔线”。 1903 年，芝加哥和西北铁路(CNW) 收购了 FE&MV，继续營運该路線至 1982 年。該年从弗里蒙特到诺福克的路段（C&NW 称为西点分区，West Point Subdivision）因埃尔克霍恩河發生洪災而廢棄。從 20 世纪 70 年代中期到 1982 年废弃，牛仔线这段路線的货运量持續漸減。博物馆于 1985 年收购了弗里蒙特至西点的路段。
於 1986 年阵亡将士纪念日開始，本路在夏季開行觀光列車，由鲍德温机车厂 （Baldwin Locomotive Works）1942年制造的1702號蒸汽机车（軸配置 2-8-0）牽引，備用機車為EMD 1200型柴電機車SW1200型，原屬蘇線鐵路的2121號機車，使用到 1996 年。之後使用另一輛於1962年製造的EMD SW1200（原為 CNW 1219、CNW 319）。
2010 年，由於無法償還貸款導致銀行將收取抵押品，内布拉斯加州铁路博物馆将路线出售给密苏里州里士满的一个私人团体，交易中还包括博物馆的机车。 博物馆计划通过租赁协议继续运营该线路上的晚餐列车（更名为弗里蒙特北方铁路），但由于路線状况恶化危及安全，且承诺的维修並未进行，该列车于 2012 年停駛。 